# Vaux-sur-Lunain
Vaux-sur-Lunain is een gemeente in het Franse departement Seine-et-Marne (regio Île-de-France) en telt 192 inwoners (1999). De plaats maakt deel uit van het arrondissement Fontainebleau.

## Geografie
De oppervlakte van Vaux-sur-Lunain bedraagt 8,4 km², de bevolkingsdichtheid is 22,9 inwoners per km².
De onderstaande kaart toont de ligging van Vaux-sur-Lunain met de belangrijkste infrastructuur en aangrenzende gemeenten.

## Demografie
Onderstaande figuur toont het verloop van het inwonertal (bron: INSEE-tellingen).